# 愛知県健康づくり振興事業団
公益財団法人愛知県健康づくり振興事業団（こうえきざいだんほうじんあいちけんけんこうづくりしんこうじぎょうだん、Aichi Health Promotion Foundation）は公益財団法人。

## 概要
1961年（昭和36年）8月28日に財団法人東海対がん協会（財団法人日本対がん協会愛知県支部）として設立。1986年（昭和63年）4月1日に財団法人結核予防会愛知県支部の業務を統合し、これに健康づくり事業を加えて財団法人愛知県健康づくり振興事業団に改称した。
2012年（平成24年）4月1日には、公益財団法人に移行している

## 役員
- 理事長：吉田宏[6]
- 常務理事：大野知浩[6]

その他の役員については、同団体ホームページにて公開している。

## 事業
1. 健康づくりに関する知識の普及啓発
2. 健康づくりの実践活動に対する指導援助
3. 健康情報の収集、分析及び提供
4. 健康づくりの処方の開発及び普及
5. 結核、がん及びその他生活習慣病等に関する調査研究
6. 結核、がん及びその他生活習慣病等に関する研究の助成
7. 結核、がん及びその他生活習慣病等の相談事業
8. 結核、がん及びその他生活習慣病等に関する研究会・研修会の開催
9. 結核、がん及びその他生活習慣病等の健康診査
10. 結核等の治療
11. 財団法人日本対がん協会及び財団法人結核予防会の愛知県支部としての事業
12. あいち健康の森健康科学総合センターの管理運営